# Alessandro Burlamaqui
Alessandro Burlamaqui Apaolaza (Reus, 18 de febrero de 2002) es un futbolista hispanoperuano que juega como mediocentro y su equipo actual es Alianza Lima de la Liga 1 del Perú. 

## Trayectoria
Alessandro Burlamaqui nació en Reus, un municipio y ciudad española de la provincia de Tarragona, en la comunidad autónoma de Cataluña. Es hijo de padre español y madre peruana. Se incorporó a su primer equipo de fútbol profesional a los siete años, cuando fichó por el Gimnàstic Tarragona. También jugó en los juveniles del CE Santes Creus y del Reus Deportiu, ambos de su localidad natal, antes de fichar por el R. C. D. Espanyol en 2015.
Ascendió rápidamente en las categorías inferiores del Espanyol para convertirse en capitán de los equipos Juvenil A y B. En octubre del 2019, fue nombrado entre los 60 mejores jóvenes talentos del mundo por el periódico inglés The Guardian.
En julio del 2021 fichó por el Valencia Mestalla por un contrato de tres años llegando a debutar con el primer equipo de LaLiga Santander en algunos amistosos de pretemporada y salió en banca en un par de partidos del campeonato.
Tras una temporada en la cantera valencianista, el jugador peruano se marchó a préstamo al C. D. Badajoz de la Primera Federación de España por un año.
El 30 de enero de 2023, se cancela su cesión al C. D. Badajoz y firma hasta el final de temporada por el CF Intercity de la Primera Federación de España, cedido por el Valencia Mestalla.
En agosto de 2023 el CF Intercity se quedaría en propiedad con el futbolista peruano, firmando por dos temporadas.
Posteriormente, en el año 2025, al acabar su contrato con el CF Intercity, llegaría por primera vez al Perú para incorporase al Club Alianza Lima, firmando un contrato hasta el año 2028.

## Selección nacional
Burlamaqui ha representado a Perú a nivel sub-17 y sub-20. Participó en el sudamericano sub-17 donde mostró un gran nivel, jugando nueve partidos, tres de titular; en una campaña en la que Perú estuvo cerca de clasificarse al mundial que se iba a celebrar en Brasil. Además jugó dos amistosos con la sub-20 ante Chile y Brasil, ante Chile sería derribado en el área por lo que el árbitro fallaría a favor de Perú y marcaría penal, que sería anotado por Aryan Romaní 

### Participación en Campeonatos Sudamericanos
| Torneo                      | Sede | Resultado    | Partidos | Goles |
| --------------------------- | ---- | ------------ | -------- | ----- |
| Sudamericano Sub-17 de 2019 | Perú | Quinto lugar | 9        | 0     |

## Estadísticas

### Clubes
Actualizado el 21 de octubre de 2024.
| Club                       | Div.          | Temporada     | Liga  | Liga  | Liga   | Copas nacionales | Copas nacionales | Copas nacionales | Copas internacionales | Copas internacionales | Copas internacionales | Total | Total | Total  |
| Club                       | Div.          | Temporada     | Part. | Goles | Asist. | Part.            | Goles            | Asist.           | Part.                 | Goles                 | Asist.                | Part. | Goles | Asist. |
| -------------------------- | ------------- | ------------- | ----- | ----- | ------ | ---------------- | ---------------- | ---------------- | --------------------- | --------------------- | --------------------- | ----- | ----- | ------ |
| Valencia Mestalla · España | 5.ª           | 2021-22       | 22    | 0     | 0      | —                | —                | —                | 0                     | 0                     | 0                     | 22    | 0     | 0      |
| Total                      | Total         | 22            | 0     | 0     | 0      | 0                | 0                | 0                | 0                     | 0                     | 22                    | 0     | 0     |        |
| C. D. Badajoz · España     | 3.ª           | 2022-23       | 13    | 0     | 1      | —                | —                | —                | 0                     | 0                     | 0                     | 13    | 0     | 1      |
| Total                      | Total         | 13            | 0     | 1     | 0      | 0                | 0                | 0                | 0                     | 0                     | 13                    | 0     | 1     |        |
| CF Intercity · España      | 3.ª           | 2022-23       | 14    | 0     | 1      | —                | —                | —                | 0                     | 0                     | 0                     | 14    | 0     | 1      |
| 2023-24                    | 3.ª           | 19            | 0     | 0     | —      | —                | —                | 0                | 0                     | 0                     | 19                    | 0     | 0     |        |
| 2024-25                    | 3.ª           | 6             | 0     | 0     | —      | —                | —                | 0                | 0                     | 0                     | 6                     | 0     | 0     |        |
| Total                      | Total         | 39            | 0     | 1     | 0      | 0                | 0                | 0                | 0                     | 0                     | 39                    | 0     | 1     |        |
| Total carrera              | Total carrera | Total carrera | 74    | 0     | 2      | 0                | 0                | 0                | 0                     | 0                     | 0                     | 74    | 0     | 2      |